# Radio FG
Radio FG (FG. DJ RADIO) ist ein französischer privater Hörfunksender aus Paris.
Bei seiner Gründung 1981 stand FG für fréquence gaie / fréquence gay – ein Wortspiel zwischen „Die muntere Frequenz“ und „Schwules Radio“. 1992 verlegte sich Radio FG als erster französischer Radiosender auf das Abspielen von elektronischer Musik und wurde als Techno-Sender bekannt. Mittlerweile wird im Hauptprogramm aber hauptsächlich House und Popmusik gespielt. Für die elektronische Musik ist jetzt underground fg zuständig, ein Ableger, der nur über das Internet zu empfangen ist. Das normale Programm wird ebenfalls vollständig und in hoher kbit/s-Auflösung über zahlreiche Server dem Publikum zugänglich gemacht. Der Sender ist seit geraumer Zeit kein schwuler Sender mehr und versucht sich diesem Image zu entziehen. So steht heute FG für das englische Akronym fucking good, der Claim lautet derzeit FUCKIN’ GOOD MUSIC, auf Deutsch Verdammt gute Musik.
Radio FG ist heute ein Drehpunkt der franko-iberischen Houseszene und der sie bestimmenden DJs.

## Geschichte
Seit 2010 versucht der Sender auch auf dem US-amerikanischen Markt Fuß zu fassen. Hierzu wurde der Internetsender „Radio FG USA“ ins Leben gerufen, der sein Programm aus Miami sendet. Durch die Veranstaltung diverser Partys mit namhaften DJs soll Bekanntheit in New York City, Los Angeles und Miami erlangt werden.

## FG Chic
Der Ableger FG Chic wird terrestrisch über DAB+ in Paris sowie von Monaco aus für Nizza/Côte d’Azur ausgestrahlt. In Deutschland war "Radio FG" und später dann FG Chic zunächst vom 11. Dezember 2012 bis 31. März 2018 über DAB+ auf Kanal 7C in Berlin und Teilen Brandenburgs zu empfangen. Seit 6. März 2024 ist der Ableger "FG Chic" in Hamburg auf Kanal 12C und seit April 2024 wieder in Berlin auf Kanal 7C über DAB+ empfangbar.
FG Chic positioniert sich als eine Plattform für Modeberichterstattung, Lifestyle-Tipps und Interviews aus der Modebranche. FG Chic betreibt auch viele weitere Online-Subchannels z. B. mit Musikrichtungen wie Lounge, French, Chill, Spa, Soul und Mix. Es versteht sich als „Haute-Couture-Radio“ – ein eklektisches Chill-Programm mit Lounge- und Disco-Musik.

## DJs bei Radio FG
Bei Radio FG präsentieren über 60 namhafte DJs ihre Musik. Exemplarisch seien erwähnt:
Antoine Clamaran • Mac Demetrius • Armand van Helden • Bob Sinclar • Carl Cox • David Guetta • Laidback Luke • Martin Solveig • Roger Sanchez • Wally Lopez • Joachim Garraud • Tiësto • D.O.N.S. • Swedish House Mafia